# Jan Hnatowicz
Jan Hnatowicz (ur. 5 czerwca 1950 w Okocimiu) – polski kompozytor, aranżer, producent, gitarzysta.
Mieszka w Rząsce pod Krakowem. Mąż Anny Treter. 

## Życiorys
- Od 1964 Brzesko – grał m.in. w zespołach: Kawaliry, Księżycowi Kawalerowie i Harc-hades[2].
- 1972–1978 Kraków – kabaret Pod Budą[3]. (m.in. Bohdan Smoleń, Anna Treter, Grzegorz Rekliński) – jako kompozytor i gitarzysta
- Od 1974 współpracował z Wolną Grupą Bukowina[4], był jej członkiem do śmierci lidera i założyciela – Wojciecha Belona
- Od 1978 – grupa muzyczna Pod Budą[5] założona wspólnie z Anną Treter, Andrzejem Sikorowskim, Krzysztofem Gawlikiem, Chariklią Motsiou i Andrzejem Żurkiem. Stała współpraca jako kompozytor i aranżer. Twórca muzyki do takich utworów jak: "Ballada o ciotce Matyldzie", "Blues o starych sąsiadach", "Gdy mnie kochać przestaniesz" i wielu innych
- 1984–1988 współpraca z Martyną Jakubowicz (udział w festiwalach m.in. Opole, Jarocin, Rawa Blues)[6]
- Współpraca z Leszkiem Długoszem[7].
- 1985–1988 – współpraca z Jorgosem Skoliasem
- 1984–1988 – współpraca z zespołem Mikołaja Korzistki
- Od 1995 roku stała współpraca z polskim satyrykiem Krzysztofem Piaseckim
- Od 2000 – kompozytor, aranżer, członek i współzałożyciel zespołu Anny Treter[8]

## Nagrody i wyróżnienia
- Nagroda główna i nagroda specjalna dla autora i kompozytora - XI Ogólnopolski Festiwal Piosenki i Piosenkarzy Studenckich, Kraków 1974 "Ballada dekadencka" (sł. Henryk Cyganik, muz. Jan Hnatowicz) - Kabaret Pod Budą[9]
- Nagroda główna Studenckiego Festiwalu Piosenki w 1975 w kategorii kompozytor[10].
- Nagroda główna festiwalu w Opolu w 1979 z grupą Pod Budą w Plebiscycie "Studia Gamma".

## Dyskografia, czyli płyty, na których grał lub tworzył do nich muzykę
- Martyna Jakubowicz:

"Live" (1985)
"Bardzo groźna księżniczka i ja" (1985/86)
"Wschodnia wioska" (1988)
- Pod Budą - "Grupa Muzyczna Pod Budą", "Postscriptum", "List do świata", "Lecz póki co żyjemy", "Blues o starych sąsiadach", "Jak kapitalizm to kapitalizm", "17 zim", "Tokszoł", "Żal za...", "Kraków, Piwna 7", "Razem", "Naftalinowy świat".
- Potęga miłości - płyta 1 "Magia uczucia"
- Pieśń nad pieśniami - Artyści na III Tysiąclecie
- Mikołaj Korzistka & zespół - Składanka country "Corinna" - Wifon LP 107 (1987)
- Krzysztof Piasecki "Niby" - Polskie Radio, 2001
- Kraina Łagodności - spotkanie drugie
- Kraina Łagodności - trzecia wyprawa
- Złota kolekcja - Kolędy i pastorałki
- Składanka - "Pamiętajcie o ogrodach"
- Leszek Długosz - "Leszek Długosz"
- Wolna Grupa Bukowina:

Pieśń łagodnych - Pomaton, 1999
Wolna Grupa Bukowina - Pomaton, 2001
- Stanisław Sojka Soykanova, 2002
- Anna Treter:

"Na południe" - Polskie Radio, 2003
"Może tak, może nie" - Polskie Radio, 2005
"Bez retuszu" - Anna Treter/Music Factory Agencja Koncertowa, 2006
- Gitarą i Piórem 3 - Polskie Radio, 2006

- Muzyka do filmu reż. Krystyny Nawrockiej pt. "W drodze", 1982.
- Autor tekstu i muzyki utworu dla swojego przyjaciela Wojtka Belona[11]"Tylko góry te same", która ukazała się na płycie Anny Treter "Na południe", oraz "Piosenki wieczornej" z płyty "Może tak, może nie" również Anny Treter.
- Utwory z Janem Hnatowiczem w treści lub tytule:

"Bar na stawach" (muz. i sł. Wojciech Belon) wyk. Wolna Grupa Bukowina
"Nocny problem Jana H." (muz. M. Jakubowicz, sł. J. Barański) wyk. Martyna Jakubowicz płyta "Wschodnia wioska".
- Muzyka dla opery

Księga lasu - teatralno-muzyczna baśń wystawiana w Operze Krakowskiej, premiera 27.05.2010.